# ホセ・マリア・デ・アレイルサ
ホセ・マリア・デ・アレイルサ・イ・マルティネス＝ロダス（スペイン語: José María de Areilza y Martínez-Rodas, 1909年8月3日 – 1998年2月22日）は、スペイン・ビスカヤ県ポルトゥガレテ出身の政治家・エンジニア・外交官。1975年から1976年には外務大臣を務めた。

## 経歴

### フランコ体制下
アレイルサ家はスペイン・バスクにおけるブルジョアの中心的な家庭だった。父親のエンリケ・デ・アレイルサ・アレギは外科医であり、バスルト、ゴルリスなど複数の自治体における病院の設立者でもあった。1909年、ホセ・マリア・デ・アレイルサはビルバオ郊外のポルトゥガレテに生まれ、サラマンカ大学で法学を、ビルバオ高等工科学校（バスク大学の前身のひとつ）で産業工学を学んだ。スペイン内戦中の1937年6月には、フランシスコ・フランコを中心とする反乱軍によってビルバオが占領されたが、27歳のアレイルサは7月21日に反乱軍によってビルバオ市長に任命され、声明でホセ・アントニオ・アギーレを非難した。1938年2月24日まで市長を務めている。スペイン主義とバスク地方意識の強い政治家であり、内戦後にはバスク地方がスペイン経済の支柱となるように務めた。内戦終結後には長らく外交官を務め、1947年から1950年には在アルゼンチン・スペイン大使としてブエノスアイレスで、1954年から1960年には在アメリカ合衆国・スペイン大使としてワシントンD.C.で、1960年から1964年には在フランス・スペイン大使としてパリで勤務した。フアン・カルロス1世の父であるバルセロナ伯フアンの政治秘書官を務めたこともあった。

### 民主化移行期
フランコ死後の1975年12月11日、フアン・カルロス1世の下で初の外務大臣に就任した。外交官だったアレイルサはスペイン国外での受けが良く、王党派だったものの反体制派からも一目置かれていた。1975年のフランコ死去後に国家元首となったフアン・カルロス1世は、1976年にアリアス・ナバーロ首相の後継者となる首相を初めて選出した。アレイルサはマヌエル・フラガ・イリバルネ、フェデリコ・シルバ・ムニョスとともに首相の最有力候補と目されたが、結局若いアドルフォ・スアレスが首相に就任した。フアン・カルロス1世はスアレスを首相に任命するに当たって、政治家としての能力を高く評価していたアレイルサを入閣させることを要請したが、アレイルサはアリアス・ナバーロ内閣の解散とともに辞表を提出し、スアレス内閣に入閣することはなかった。1976年にはピオ・カバニリャスとともに国民党を設立し、この国民党は後に民主中道連合(UCD)の一部となったが、アレイルサ自身はスアレスと対立してUCDを離党した。1979年には民主同盟(CD)の一員として、マドリード県選挙区から下院議員に選出された。1981年には欧州議会の議員団代表となり、1987年にはレアル・アカデミア・エスパニョーラ（スペイン王立アカデミー）の一員に選出された。アレイルサは生涯に3,000以上の新聞記事と12冊の書籍を執筆した。